# Montazzoli
Montazzoli – miejscowość i gmina we Włoszech, w regionie Abruzja, w prowincji Chieti.
Według danych na rok 2004 gminę zamieszkiwało 1116 osób, 28,6 os./km².